# ミリアム・シルババーグ
ミリアム・ロム・シルババーグ（Miriam Rom Silverberg、1951年1月19日 - 2008年3月16日）は、アメリカ合衆国の歴史家、近代日本史研究者、カリフォルニア大学ロサンゼルス校(UCLA)名誉教授。2000年から2003年まで、UCLAの女性学研究センターの代表を務めた。

## 経歴
ワシントンD.C.出身。9歳の時に一家で東京に引っ越す。
シルババーグは少女期を東京で過ごし、聖心インターナショナルスクールに学んだ。
帰国後、ジョージタウン大学で、関東大震災の際の朝鮮人虐殺を取り上げた論文により修士号を取得し、さらにシカゴ大学に学んで博士号を得た。UCLAで教職に就いてからは、日本の思想史、現代大衆文化などを論じ、1990年に発表した中野重治の研究『中野重治とモダン・マルクス主義 (Changing Song: The Marxist Manifestos of Nakano Shigeharu)』は、東アジア史研究の賞であるジョン・K・フェアバンク賞(John King Fairbank Prize in East Asian History)を受賞した。
シルババーグは2005年にUCLAを退職し、名誉教授となった後、2007年に戦前日本における大衆文化を論じた "Erotic Grotesque Nonsense: The Mass Culture of Japanese Modern Times" を発表した。
晩年はパーキンソン病を患い、その合併症により、ロサンゼルスの病院で死去した。

## 著書
- Silverberg, Miriam (1990). Changing Song: The Marxist Manifestos of Nakano Shigeharu. Princeton University Press. pp. 272. ISBN 978-0691068169
  - 邦訳：シルババーグ, ミリアム『中野重治とモダン・マルクス主義』平凡社、1998年、379頁。ISBN 978-4582486445。
- Silverberg, Miriam (2007). Erotic Grotesque Nonsense: The Mass Culture of Japanese Modern Times. Asia Pacific Modern. University of California Press. pp. 369. ISBN 978-0520222731